# ترزا سامپسونیا

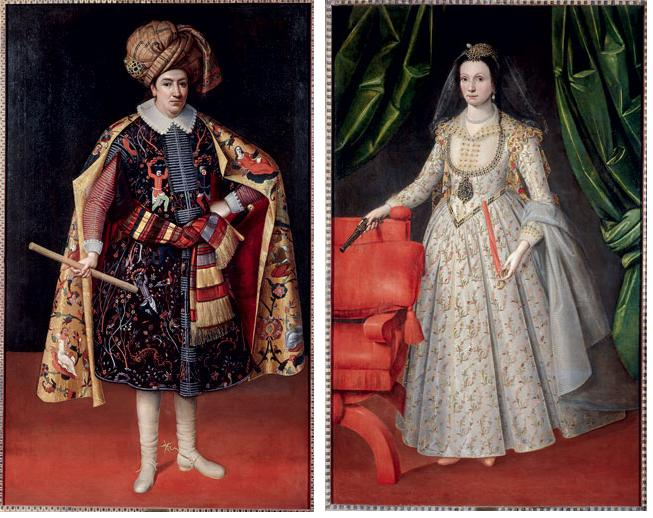
رابرت شرلی و ترزیا سامپسونیا، هر دو در لباس رسمی و مجلل دوران صفویه

ترزا سامپسونیا (انگلیسی: Teresia Sampsonia؛ نام تولد سامپسونیا؛ پس از ازدواج لیدی شرلی؛ ۱۵۸۹ – ۱۶۶۸) اشراف‌زادهٔ ایرانی در دورهٔ حکومت صفوی بود. او همسر رابرت شرلی، ماجراجوی انگلیسی دورهٔ الیزابت، بود. او همسرش را در سفرها و سفارت‌های او در سرتاسر اروپا به نمایندگی از شاه عباس بزرگ (ح. ۱۵۸۸–۱۶۲۹) همراهی می‌کرد.
سامپسونیا اصلیت چرکسی داشت و عمه وی یکی از همسران شاه عباس بود. شرلی وقتی در اواخر سده شانزده میلادی به ایران سفر کرد تا نیروی‌های نظامی صفویان را آموزش بدهد، با وی در دربار شاه عباس آشنا شد و ازدواج نمود. شرلی همیشه مقدار زیادی جواهر روی لباس‌های خود نصب می‌کرد. بعد از مرگ شرلی نقاشی هلندی ادعا کرد که مبالغ هنگفتی از شرلی طلبکار است و توانست حکم مصادره اموالش را از قاضی بگیرد. شخصی مقیم قزوین مطلب را به ترزا اطلاع داد و ترزا با کمک وی جواهرات را مخفی کرد. طلبکار دروغین اسبان و شتران شرلی را به همراه اثاثیه منزل مصادره کرد ولی جواهری پیدا نکرد و با ناراحتی منزل شرلی را در قزوین ترک کرد. بعد از این جریان ترزا جواهرات خود را پس گرفته و پس از دفن شوهرش (درحیاط منزل مسکونی خود) ایران را ترک کرد و در رم اقامت گزید. در سال ۱۶۵۸/ ۱۰۶۸ ترزا شرلی ترتیب حمل جسد رابرت شرلی را از قزوین به ایتالیا داد و جسد در کلیسای سانتا ماریا دلا سکالا به خاک سپرده شد. خود ترزا ۱۰ سال بعد در همان کلیسا دفن شد.